# Echoes (utwór Pink Floyd)
Echoes – ballada rockowa brytyjskiej grupy Pink Floyd, będąca finalnym utworem albumu Meddle, wydanego w 1971 roku. Dzieło uznawane jest zgodnie za jedno z największych dokonań zespołu. Na oryginalnym winylowym wydaniu zajmuje całą stronę B. 

## Charakterystyka
„Echoes” należy do najdłuższych kompozycji Pink Floyd (23:31), zaraz po Atom Heart Mother (23:39) i połączonych częściach Shine on You Crazy Diamond (26:01). W przeciwieństwie do nich nie jest formalnie podzielone na kilka części, chociaż linia melodyczna i charakter piosenki jest bardzo zmienny, a sam utwór powstał na bazie wielu odrębnych pomysłów muzycznych członków grupy.
Utwór pojawia się również w skróconej wersji na składance Echoes: The Best of Pink Floyd, a także (podzielone na dwie części) w filmie Pink Floyd: Live at Pompeii.
We wczesnych przedstawieniach tego utworu słowa dotyczyły przestrzeni kosmicznej, dopiero później zostały zmienione.

## Tytuł
Utwór zarówno w stadium produkcji, jak i prezentacji miał kilka tytułów. Podczas pierwszego nagrania na Abbey Road, 4 stycznia 1971 powstała kolekcja fragmentów zatytułowana Nothing, parts 1 – 24. Podczas koncertu w Rzymie 20 czerwca 1971 roku basista zapowiada ją jako nowe dzieło o tytule „Return To The Son Of Nothing”. Waters proponuje tytuł We Won the Double po tym, jak jego ukochany Arsenal F.C. wygrywa ligę i puchar. Podczas japońskiego tournée w sierpniu 1971 piosenka zostaje zapowiedziana jako Echoes (jeszcze przed wydaniem płytowym). Już po wydaniu płyty, Waters zapowiada ją w Niemczech Zachodnich jako Looking Through the Knothole in Granny’s Wooden Leg, by dzień później, we Frankfurcie nad Menem zapowiedzieć ją jako The March of the Dambusters.

## Przebieg utworu
Utwór zaczyna się od imitujących sonar dźwięków z fortepianu Richarda Wrighta, przepuszczonych przez głośnik Leslie. Przypadkowe początkowo dźwięki przeradzają się w harmoniczny układ wzmocniony dodatkowo przez wchodzącą gitarę Davida Gilmoura. Kulminacją pierwszej części utworu, po włączeniu się basu i perkusji, jest krótki, poetycki tekst śpiewany przez Gilmoura i Wrighta oraz kończący ją duet gitary i gitary basowej podkreślany wysuniętą na przód ścieżką perkusji. 
Nastrój zmienia się po raz pierwszy w siódmej minucie. Linia basu i perkusji staje się wyraźniejsza, Gilmour i Wright grają naprzemiennie solówki na swoich instrumentach. W jedenastej minucie dźwięki instrumentów powoli cichną, pojawia się natomiast szum wiatru, odgłosy przypominające pieśń wielorybów, krakanie wron, ludzkie zawodzenie. Około piętnastej minuty spośród pozamuzycznych dźwięków zaczyna wyłaniać się coda utworu – kilkuminutowy, narastający pasaż z udziałem wszystkich instrumentów. Znów pojawiają się odgłosy sonaru. W kulminacyjnym momencie wszystko się urywa i rozpoczyna się ostatnia zwrotka. W końcówce utworu wszystkie instrumenty powoli cichną i giną w narastającym szumie wiatru.

## Relacje z innymi utworami

### Synchronizacja z fragmentem2001: Odyseja kosmiczna
Wielu fanów Pink Floyd uważa, że utwór „Echoes” idealnie synchronizuje się z końcowymi 24. minutami filmu 2001: Odyseja kosmiczna. Gdy utwór zacznie się odtwarzać w chwili pojawienia się napisu „Jupiter and beyond the infinite”, odnosi się wrażenie, że piosenka została napisana specjalnie dla tego filmu, tak dobrze ilustruje wydarzenia na ekranie.
Stanley Kubrick, reżyser filmu 2001: Odyseja kosmiczna, wyraził chęć by zespół stworzył piosenkę, którą wykorzysta na końcu filmu. W trakcie zdjęć zmienił jednak zdanie uważając że wykorzystanie rockowej piosenki zniszczy podniosły charakter zakończenia, a cały film uczyni niespójnym. Ostatecznie Kubrick zrezygnował z usług zespołu. Co nie zmienia faktu że zespół już pracował nad utworem i zdaniem niektórych efektem tej pracy (po małym liftingu) stało się nagranie Echoes.

### Synchronizacja z fragmentemCzarnoksiężnika z Oz
Liczne grono fanów uważa, że nagranie „Echoes” jest również zsynchronizowane z początkowymi minutami filmu Czarnoksiężnik z krainy Oz (1939), w których główna bohaterka przenosi się z Kansas do magicznej krainy Oz.